# Auchmis obscura
Auchmis obscura är en fjärilsart som beskrevs av Leo Schwingenschuss 1912. Auchmis obscura ingår i släktet Auchmis och familjen nattflyn. Inga underarter finns listade i Catalogue of Life.